# Kia Pregio
Kia Pregio – samochód osobowo-dostawczy typu van klasy średniej produkowany pod południowokoreańską marką Kia w latach 1995 – 2006.

## Historia i opis modelu

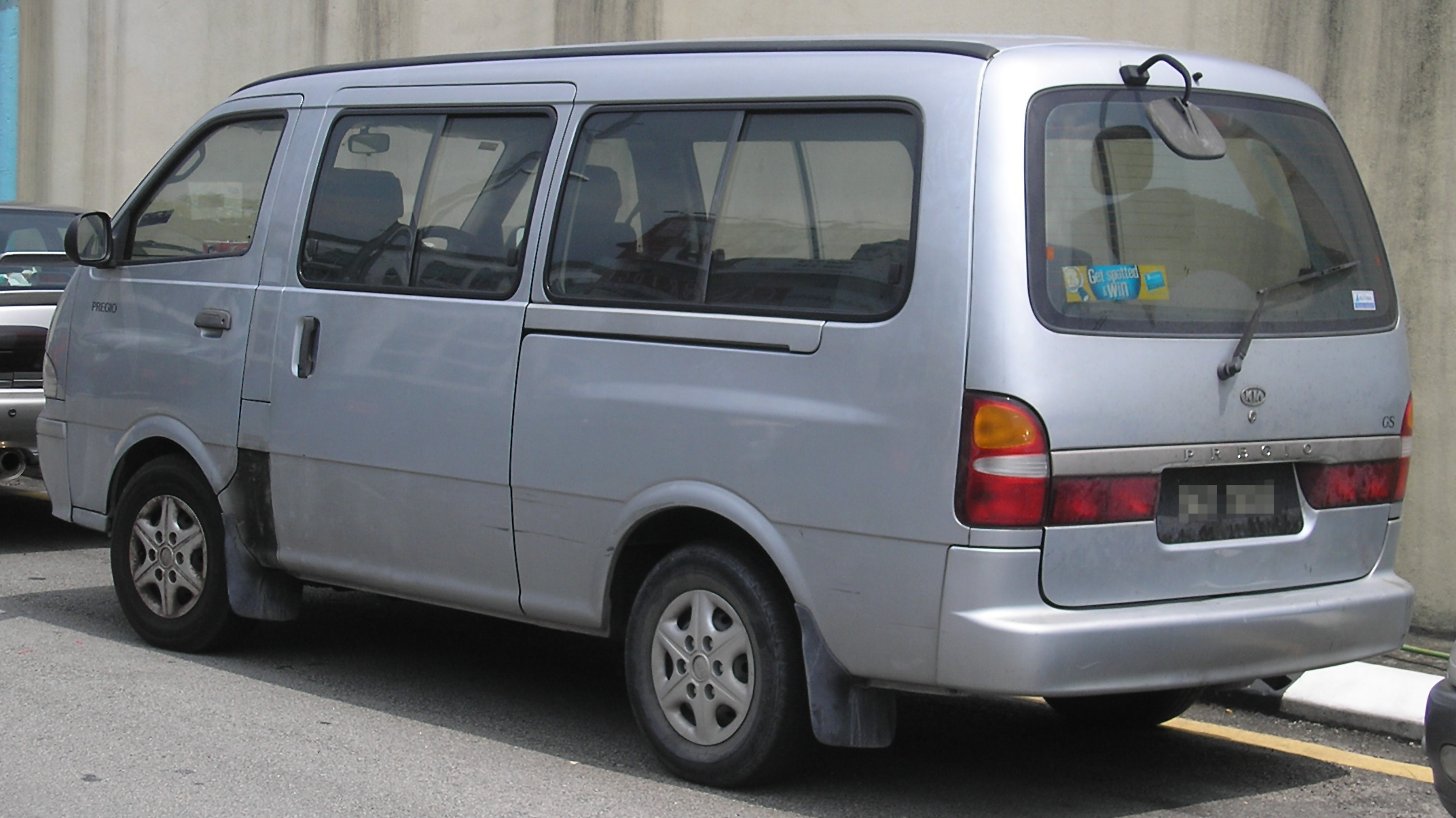
Kia Pregio - tył

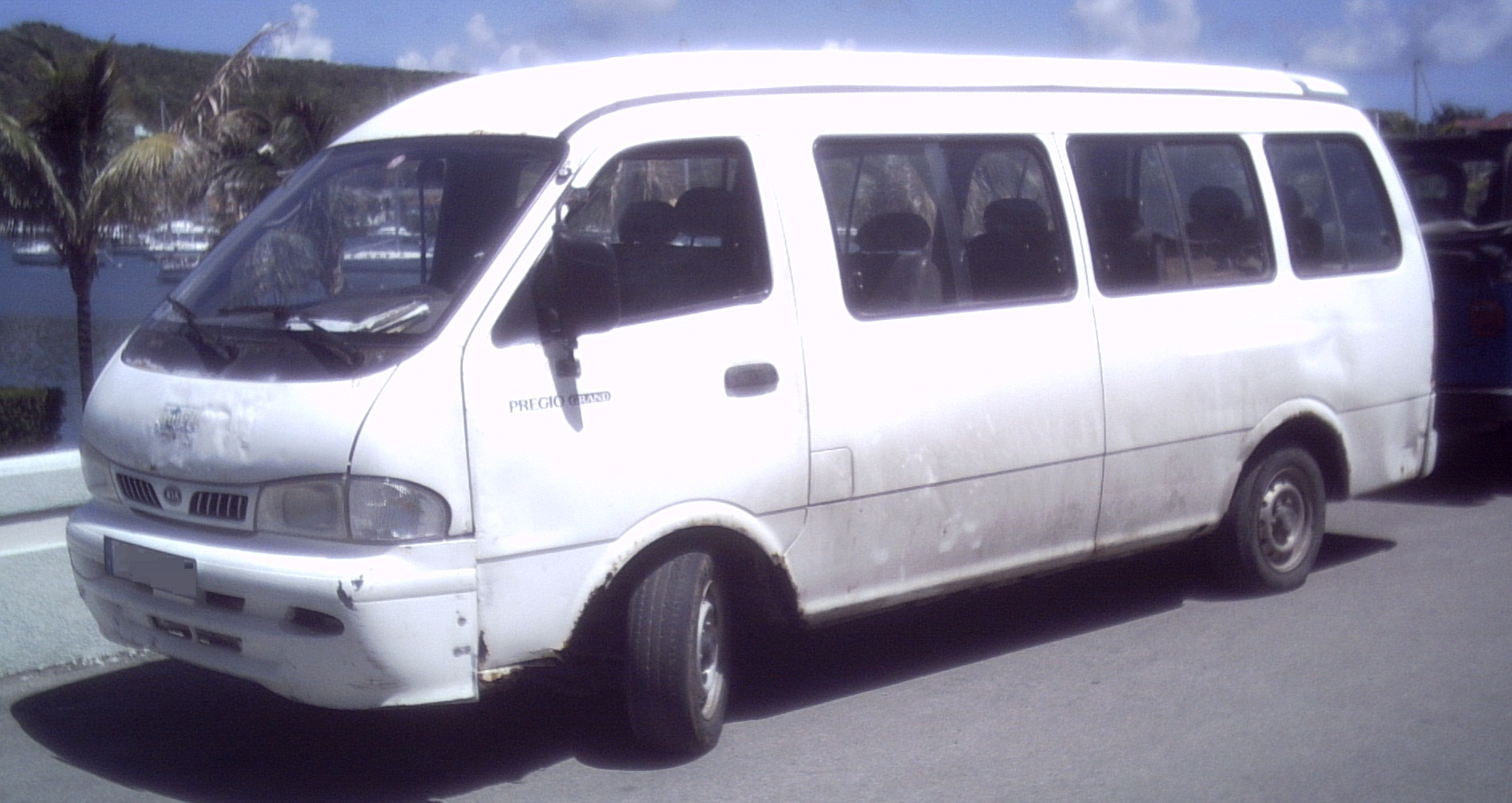
Kia Pregio Grand

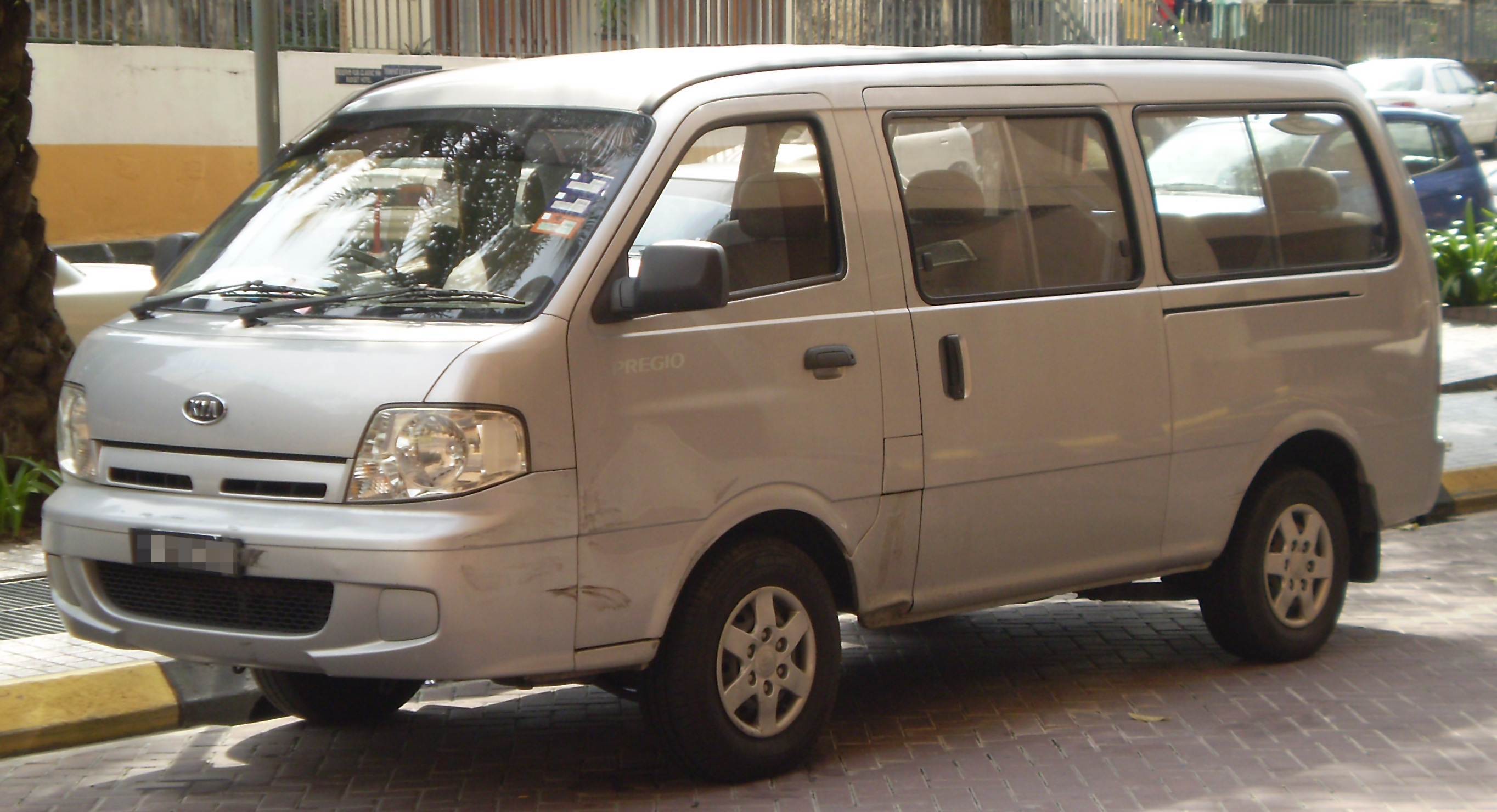
Kia Pregio po liftingu

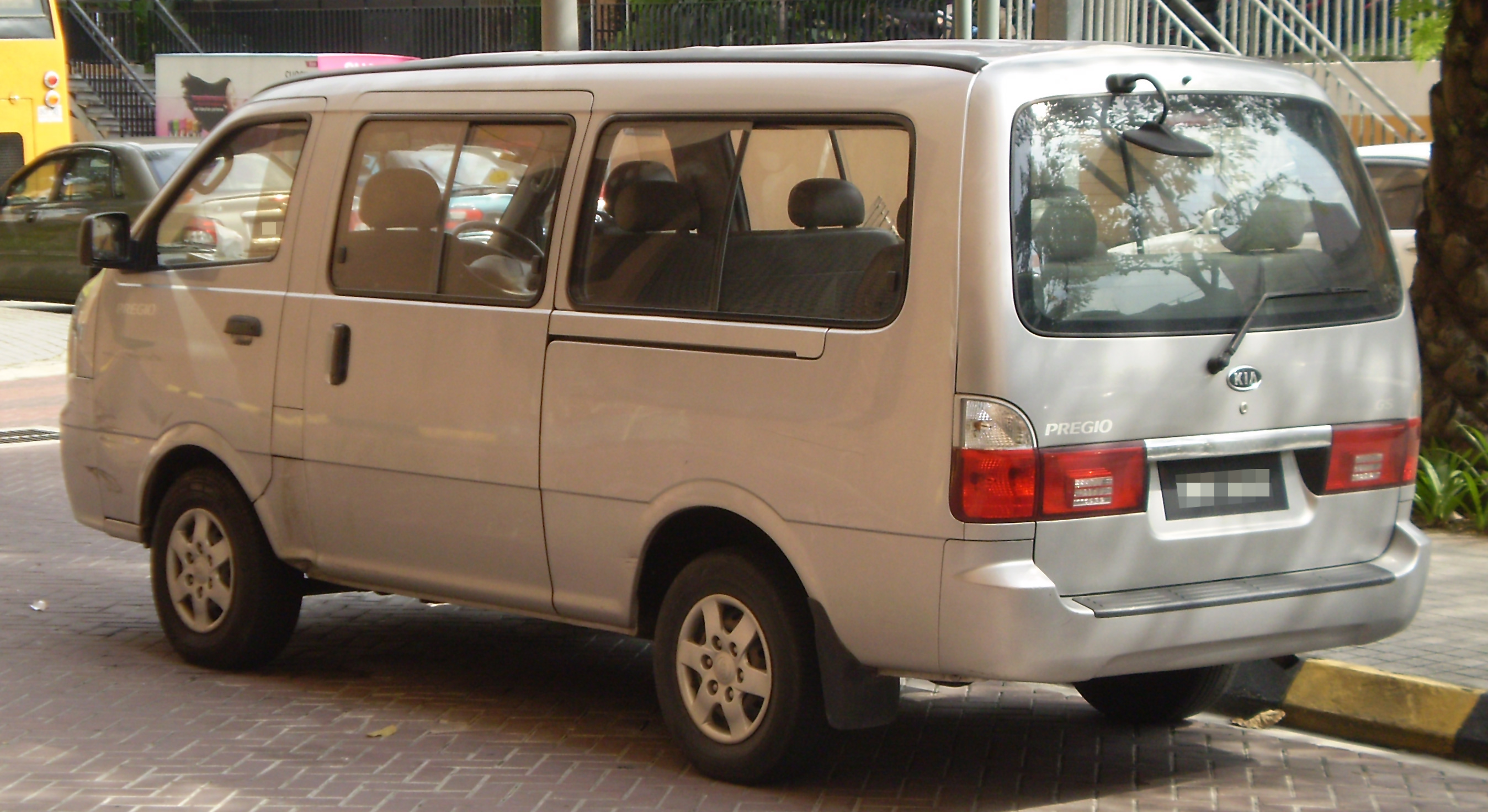
Kia Pregio - tył po liftingu

Jesienią 1995 roku Kia zdecydowała się zastąpić przestarzały wówczas model Besta przez nowocześniejsze Pregio, które w przeciwieństwie do poprzednika zostało zbudowane już samodzielnie przez południowokoreańskie przedsiębiorstwo z wykorzystaniem podzespołów dostawczego pickupa Bongo.
Z dotychczas oferowaną Bestą, Kia Pregio nadal dzieliła z kolei taką samą koncepcję nadwozia. Było ono owalne i jednobryłowe, charakteryzując się długim przednim zwisem, przednią osią pod przednim rzędem siedzeń i umieszczoną między fotelami jednostką napędową. Samochód był dostępny zarówno jako dostawczy furgon, jak i osobowy van.
Pregio była pojazdem 4-drzwiowym, z drzwiami bocznymi umieszczonymi od strony pasażera zarówno w wariancie osobowym, jak i dostawczym. Ładowność pojazdu wynosiła relatywnie duże 1300 kilogramów.

### Pregio Grand
Dwa lata po debiucie Pregio, na wybranych rynkach globalnych na czele z Ameryką Południową do sprzedaży trafił wydłużony o 65 centymetrów wariant Kia Pregio Grand. Charakteryzował się on większym rozstawem osi i obszerniejszą kabiną pasażerską mogącą pomieścić do 19 pasażerów.

### Lifting
W 2003 roku Kia Pregio przeszła gruntowną restylizację nadwozia. Samochód otrzymał nowy wygląd przedniej części nadwozia z bardziej wysuniętą maską i wyżej umieszczonymi, większymi reflektorami i zmodyfikowanym zderzakiem. Zmienił się także wygląd tylnych lamp, które zyskały większą powierzchnię i nowy wzór z białymi kierunkowskazami.

### Sprzedaż
Kia Pregio była samochodem o globalnym przeznaczeniu, poza rodzimym rynkiem Korei Południowej, regionem Azji Wschodniej i Bliskiego Wschodu, sprzedawanym także w Europie i Australii.  Na rynkach Ameryki Południowej, na czele z Brazylią, samochód nosił nazwę Kia Besta GS. W Korei Południowej model po restylizacji nosił nazwę Kia Bongo Coach.

### Silniki
- L4 2.5l TD
- L4 2.7l J2
- L4 3.0l JT